# گریگولتی
گریگولتی (به لاتین: Grigoleti) یک منطقهٔ مسکونی در گرجستان است که در شهرداری لانچخوتی واقع شده‌است. گریگولتی ۲۸۶ نفر جمعیت دارد و ۳ متر بالاتر از سطح دریا واقع شده‌است.